# دیوید ویلکی (شناگر)
دیوید ویلکی (به انگلیسی: David Wilkie) (۸ مارس ۱۹۵۴ – ۲۲ مهٔ ۲۰۲۴) شناگر اهل اسکاتلند بود.